# Pygophora trina
Pygophora trina är en tvåvingeart som först beskrevs av Christian Rudolph Wilhelm Wiedemann 1830.  Pygophora trina ingår i släktet Pygophora och familjen husflugor. Inga underarter finns listade i Catalogue of Life.